# Триатлон
Триатлон је мултиспортска дисциплина које у себи садржи три различите дисциплине: пливање, бициклизам и трчање. Такмичар мора током трке прећи унапред задане деонице пливајући, возећи бицикл, односно трчећи према унапред заданом распореду. Назив је грчког порекла од τρεῖς или treis (три) и ἆθλος или athlos (такмичење). Иако постоји више варијација спорта, најчешћи облик обухвата пливање, вожњу бицикла и трчање на различитим удаљеностима. Триатлонци се такмиче за најбржи укупни завршетак курса, укључујући временски прелаз између три трке.
Постоји прелазна област у којој спортисти мењају опрему неопходну на различитим сегментима трке. Ту долази до прелаза са пливања на вожњу бицикла, и са вожње бицикла на трчање. Ова подручја се користе за складиштење бицикала, одеће и било које друге додатне опреме потребне за следећу фазу трке. Прелазак са пливања на вожњу бицикла се назива Т1, а између вожње бицикла и трчања се назива Т2. Укупно време такмичења за трку укључује време проведено у Т1 и Т2. Подручја транзиције варирају у зависности од очекиваног броја учесника. Поред тога, ове области обезбеђују социјални штаб пре трке.
Природа спорта има фокус на упорној и често периодизованој обуци у свакој од три дисциплине, као и на комбинацији тренинга и стицања опште кондиције.

## Историја триатлона
Неки извори спомињу да се прва триатлонска такмичења бележе око 1920. године у Француској, под називима 'Les trois sports', 'La Course des Débrouillards' и 'La course des Touche à Tout'. Данас се ове трке одржавају сваке године близу места Joinville le Pont, у Meulanu и у Поасију. 1920. Часопис 'L´Auto' је 1920. године писао о трци која се састојала од 3 км трчања, 12 км вожње бициклом и пливања преко канала Марне.
После тих година триатлон није био организован, односно нема података о такмичењима, све до такмичења 'Mission Bay Triathlon' одржаног 25. септембра 1974. године. Тај датум се данас узима као почетак модерног триатлона.
Први модерни дужински триатлон је Ајронмен, одржан на Хавајима 18. фебруара 1978. године.
Међународна триатлонска организација ИТУ је основана 1989. године, а данас има седиште у Лозани (Швајцарска).
Подељена је на пет континенталних региона:
- Азијска триатлон конфедерација[6],

- Афричка триатлон унија[7],

- Европска триатлон унија[8],

- Панамеричка[9] и
- Океанија[10].

Од свога почетка, триатлон има значајан пораст такмичара, па је данас сваке године у календару велики број такмичења који укључује бројне триатлонце, како мушкарце тако и жене, као и особе са посебним потребама (Пара триатлон).

## Олимпијски триатлон
Триатлон се први пут појавио на Олимпијским играма у Сиднеју 2000. године. Олимпијска верзија овог спорта за оба пола се састоји од пливања у дужини од 1.500 метара, вожње бицикла од 40 километара и трчања од 10 километара.
До 2019. се пет пута појављивао на Играма, а укупно је подељено 30 медаља између 13 земаља. Британац Алистер Бровнли једини је такмичар који је до 2020. успео да одбрани титулу. Тај подвиг је направио, пошто је прво 2012. у Лондону освојио златну медаљу, да би после четири године исти резултат поновио и у Рију. Занимљив је податак да је његов рођени брат Џонатан такође двоструки освајач медаље, после бронзе у Лондону и сребра у Рију.
Код припадница лепшег пола Швајцарска је два пута била на највишем постољу, а њихова репрезентативка Никол Спиринг Хуг има злато и сребро.
| Држава               | Злато | Сребро | Бронза | Укупно |
| Уједињено Краљевство | 2     | 1      | 2      | 5      |
| Швајцарска           | 2     | 1      | 2      | 5      |
| Аустралија           | 1     | 2      | 2      | 5      |
| Нови Зеланд          | 1     | 1      | 1      | 3      |
| Канада               | 1     | 1      | 0      | 2      |
| Немачка              | 1     | 1      | 0      | 2      |
| САД                  | 1     | 0      | 1      | 2      |
| Аустрија             | 1     | 0      | 0      | 1      |
| Португалија          | 0     | 1      | 0      | 1      |
| Шведска              | 0     | 1      | 0      | 1      |
| Чешка Република      | 0     | 0      | 1      | 1      |
| Јужна Африка         | 0     | 0      | 1      | 1      |
| -------------------- | ----- | ------ | ------ | ------ |

| Олимпијске игре | Мушкарци | Жене | Укупно |
| Сиднеј 2000.    | 52       | 48   | 100    |
| Атина 2004.     | 50       | 50   | 100    |
| Пекинг 2008.    | 55       | 55   | 110    |
| Лондон 2012.    | 55       | 55   | 110    |
| Рио 2016.       | 56       | 56   | 112    |
| --------------- | -------- | ---- | ------ |

## Основна правила триатлона
До Олимпијских игара у Токију 2020. постојале су две категорије, једна за мушкарце и једна за жене са идентичним програмом. Јапанска престоница ће по први пут да буде домаћин мешовите штафете која ће да се састоји од четири члана (две жене и два мушкарца). Једина разлика је у дужини сегмента триатлонске трке, па сваки члан тима појединачно мора да преплива 300 метара, вози бицикл осам километара и на крају истрчи два километра.
Правила у триатлону су слична као у атлетици, победник је први такмичар који прође кроз циљ. Имајући у виду да се састоји од више спортова постоје одређена правила која се морају поштовати.

#### Пливање
Једно од основних правила гласи да је сваки такмичар дужан да плива по означеној стази. Било какво кршење, које подразумева скраћивање стазе се кажњава дисквалификацијом. Такође, дисквалификација се додељује и за коришћење пераја и других помагала. Од опреме дозвољено је користити искључиво наочаре и капу, поред стандардног костима који је неопходан.

#### Бициклизам
Правила која се односе на бицикл углавном су везана за критеријуме и стандарде возила. Између осталог, волан мора бити класичан, кочнице исправне, точкови исте величине итд. Током бициклистичког дела, користи се и појам „иберундован“, када један такмичар обиђе другог за цео круг и тада се такмичар, који заостаје искључује из даљег такмичења.
Да би уштедели што више времена, користе се бициклистичке патике које су причвршћене за педале бицикла. Важна је и техника драфтинга, односно вожње у заветрини иза другог спортисте. Под зоном драфта се подразумева простор у ширини од 1,5 метар бочно од бицикла са леве и десне стране и простор 10 метара иза бицикла мерено од најистуреније тачке. Када један такмичар пређе другог за половину обима предњег точка, рачуна се да га је престигао и престигнути мора да се повуче и поштује правило драфтинга. Током ове технике, такмичари возе један иза другог и користе смањени отпор ветра, који је возач испред створио.

#### Трчање
Током трчања, такмичари морају да прате означену стазу и строго је забрањено скраћивање стазе. Такмичари такође, могу да напусте стазу, али морају да се врате на истом месту, на којем су изашли. Иако ходање није забрањено, ретко се виђа.

#### Црвени картон
Учесник је дисквалификован, уколико прекрши неко од правила, тј. у тренутку када му судије покажу црвени картон. Поред дисквалификације, такмичар може да заврши трку, а потом и да поднесе жалбу.

## Остала такмичења у триатлону
Осим олимпијског триатлона често се одржавају такмичења и на другим деоницама, зависно о категоријама такмичара, конфигурацији терена, нивоу припремљености такмичара, дистанцама итд. Деонице на такмичењима зависе од врсте такмичења, узраста учесника, физичке припремљености и годишњег доба. Подела по: узрасту би била: младе наде, наде, јуниори, елит и групери (age groups - спортисти рекреативци и ветерани) физичкој припремљености: 200 м пливања, до 2500м бицикла, 800-1000 м трчања, мини-рекреативни триатлон, 400м-5 km-2,4 km супер спринт триатлон, 750м-20 km-5 km спринт триатлон. Годишњем добу: Акватлон (трчање, пливање, трчање), Дуатлон (трчање, бицикл, трчање), зимски триатлон...
Познато такмичење је Ајронмен на Хавајима, који је стандардан у дужинама деоница: 3,86 км пливања, 180,2 км вожње бициклом i 42,195 км трчања (дужина маратонске трке у атлетици). Ово се такмичење неслужбено сматра и светским првенством на тој дистанци и најцењеније је после Олимпијских игара у овом спорту.
Често се такмичења одвијају и на 'полу триатлонским дистанцама', где су деонице упола краће него на олимпијском и Ајронмен, и постају све популарнија: Спринт дистанца (пола Олимпијског триатлона) и Халф Ајронмен дистанца.

## Опрема у триатлону
У триатлону се користи углавном класична опрема за три саставна спорта, дакле костим за пливање, спортски бицикл те стандардна опрема за трчање. Ипак, током година развоја овог спорта, правила су се мењала и уносила су се многобројна прилагођавања у стандардној опреми, од којих је најизразитија она на триатлонском бициклу, који има специфичан облик управљача који омогућава одмор руку и рамена током вожње бицикла. Прилагођена је и обућа (спринтерице односно бициклистичке ципеле) која омогућава брзо преобување приликом замене дисциплина. Прилагођени су и дресови и пливачки костими који омогућавају брзо пресвлачење. Тако да сада постоји: Триатлонски дрес који је за сва три сегмента. Опрема и правила за опрему се разликује за ITU такмичења и Aјронмен.

## Триатлонска тактика
Због специфичности такмичења такмичари у триатлону користе прилагођене стилове пливања, вожње бицикла и трчања да би оптимално користили енергију у овом захтевном спорту. Тако рецимо пливачи у триатлону више се ослањају на снагу руку и рамена него на снагу ногу у односу на стандардно пливање, јер покушавају ноге што је могуће више одморити за бицикл. Постоје и бројне друге специфичности које триатлон ипак доста разликују од стандардног пливања, бициклизма и трчања.

## Триатлон у Србији
Према подацима Триатлон уније Србије, почеци на тлу наше државе били су 1990 – их, али је први триатлон одржан у Крагујевцу 1988. Звао се „Шумадијски“, међутим. није био олимпијски и између дисциплина се правила пауза.
Касније, 1993. одржано је и првенство државе на Ади Циганлији. Наши спортисти су освојили и првенство Балкана 2000, тадашња Југославија је добила прваке у обе конкуренције. Светлана Бркић је била прва код дама, док је у мушком делу такмичења најбољи био Ненад Сударов. Поред њих успешан у овом спорту је и Владимир Савић, а у 21. веку се као најбољи такмичар истакао Огњен Стојановић, који је вишеструки балкански шампион.
Српски триатлон још увек чека првог олимпијца (2019. године).